# Wikipédia en latgalien
Wikipédia en latgalien (en latgalien : Vikipedeja latgaļu volūdā) est l'édition de Wikipédia en latgalien, langue balte orientale parlée dans l'Est de la Lettonie. L'édition est lancée le 18 mars 2011,,,. Son code est : ltg.
Au 21 mars 2025, l'édition en latgalien contient 1 091 articles et compte 8 103 contributeurs, dont 13 contributeurs actifs et 1 administrateur.

## Présentation
Une première demande de création auprès de la Fondation Wikimédia est formulée en octobre 2006 ; la décision est reportée compte tenu de la mise en place d'une nouvelle politique d'approbation linguistique. Une deuxième demande est formulée en avril 2007 qui est refusée compte tenu de l'absence d'identification au titre de la norme ISO 639-3. Une troisième demande est formulée en janvier 2010. Elle est finalement acceptée le 11 janvier 2011.

Aire de diffusion du latgalien.

## Statistiques
- Le 13 mars 2015,  l'édition en latgalien compte 771 articles et 2 841 utilisateurs enregistrés[9], ce qui en fait la 239e[10] édition linguistique de Wikipédia par le nombre d'articles et la 277e[11] par le nombre d'utilisateurs enregistrés, parmi les 287 éditions linguistiques actives.
- Le 13 décembre 2018, elle compte 810 articles et 4 842 utilisateurs enregistrés. Au 2 mai 2018, l'édition de Wikipédia en latgalien était 257e édition linguistique de Wikipédia par le nombre d'articles[12] et la 273e par le nombre d'utilisateurs enregistrés[13], parmi les 303 éditions linguistiques actives.
- Le 11 octobre 2022, elle contient 1 015 articles et compte 6 774 contributeurs, dont 12 contributeurs actifs et 1 administrateur.
- Le 30 septembre 2024, elle contient 1 082 articles et compte 7 864 contributeurs, dont 16 contributeurs actifs et 1 administrateur.